# Bocar Baïla Ly
Ne doit pas être confondu avec Elhadj Baïla Ly.
Pour les articles homonymes, voir LY.
Bocar Baïla Ly né le 16 novembre 1954 à Dinguiraye en république de Guinée, est un consultant et homme politique guinéen.
Du 14 janvier 2022 au 5 septembre 2024, il est conseiller principal du président de la république de Guinée Mamadi Doumbouya.

## Biographie

### Enfance, formation et débuts
Bocar Baïla Ly naît le 16 novembre 1954. Il fait ses études pré-universitaires en Guinée et décroche son baccalauréat série économie au lycée de Conakry Ville en juin 1972.
Orienté à l'école nationale d'administration de Conakry de 1975 en juin 1978, il sera diplômé d'étude supérieures de gestion avec pour thème de mémoire « Analyse de la gestion financière de la société Friguia à travers l’étude de son fonds de roulement », de février 1981 à juin 1982, il obtient un certificat de formation du centre d’enseignement supérieur aux affaires de jouy-en-Josas en France et en suite il passe une année de fin 1998 en juin 1999, il obtient un diplôme de management à la Harvard Business School de Boston.

### Carrière
Bocar Baïla Ly travaille à la société Friguia Guinée de juin 1978 en 1998 ou il gravie plusieurs échelon.
En 2000, il devient consultant exécutif dans une PME BTP jusqu'en 2004[Lequel ?]. Il devient directeur général de Baila consulting, le 1er aout 2004.
Le décret du 14 janvier 2022 le nomme conseiller principal de la présidence de la république de Guinée,.
Il est le président du conseil d'administration de la Société des eaux de Guinée depuis le 24 novembre 2022 en remplacement de Paul Gowa Zoumanigui,.
Le 5 septembre 2024, il est limogé de ses fonctions par le président Mamadi Doumbouya pour trafic d'influence.

## Vie privée
Bocar Baila Ly est marié à Diénabou Ly née Tall et père de six enfants.